# Atlético de Madrid (balonmano femenino)
El Atlético de Madrid también contó con un equipo femenino de balonmano en tres etapas. Desde 1952 a 1956, las féminas rojiblancas lucharon sin éxito por el campeonato de España de balonmano a siete. En la temporada 70/71, el balonmano femenino retornó al Club. Las rojiblancas rindieron a notable nivel ya que se adjudicaron cinco Ligas españolas y alcanzaron los cuartos de final de la Copa de Europa (78/79). Al inicio de la campaña 79/80, el club anunció la disolución del equipo por motivos económicos. La última etapa fue como Atlético Madrid Alcobendas, jugando en segunda división, ascendiendo a División de Honor en la temporada 93/94.

## Entrenadores

### Cronología de los entrenadores
- Slobodan Cicanovic (1970/71).
- José Carlos Muñoz (1971/72).
- Cruz María Ibero (1976/77).
- José Ramón Gil Luezas (1977/78).
- Antonio Pérez Martínez (1978/79).
- Juan Oliver (1992/93).
- Jorge Liébana (1993)
- Paulina Rodríguez (1993/94)

## Palmarés

### Títulos nacionales
- Primera División Nacional Femenina: 5 títulos
  - Campeón: 1970/71, 1971/72, 1975/76, 1976/77 y 1977/78.
  - Subcampeón: 1952/53, 1973/74, 1974/75 y 1978/79.

### Títulos regionales
- Campeonato de Castilla: 3 títulos
  - Campeón: 1970/71, 1971/72, 1977/78